# Yllästunturi
Der Yllästunturi [ˈylːæstunturi] (kurz Ylläs) ist ein 718 Meter hoher Tunturi (Fjell) im Norden Finnlands. Er befindet sich im Gebiet der Gemeinde Kolari im Westen der Provinz Lappland.
Am Fuße des Berges befinden sich zwei Dörfer: Äkäslompolo auf der Nord- und Ylläsjärvi auf der Südseite. Am Yllästunturi befinden sich zwei Skisportzentren: Iso-Ylläs in Ylläsjärvi und Ylläs-Ski in Äkäslompolo. Mit insgesamt 53 Pistenkilometern, verteilt auf 61 Pisten und 29 Liften ist der Yllästunturi eines der größten Skireviere Finnlands. Die Skisportzentren profitieren vor allem von der langen Saison wegen der nördlichen Lage: Am nördlich des Polarkreises gelegenen Yllästunturi herrscht von Oktober bis Mai Schneesicherheit.

## Saunagondel

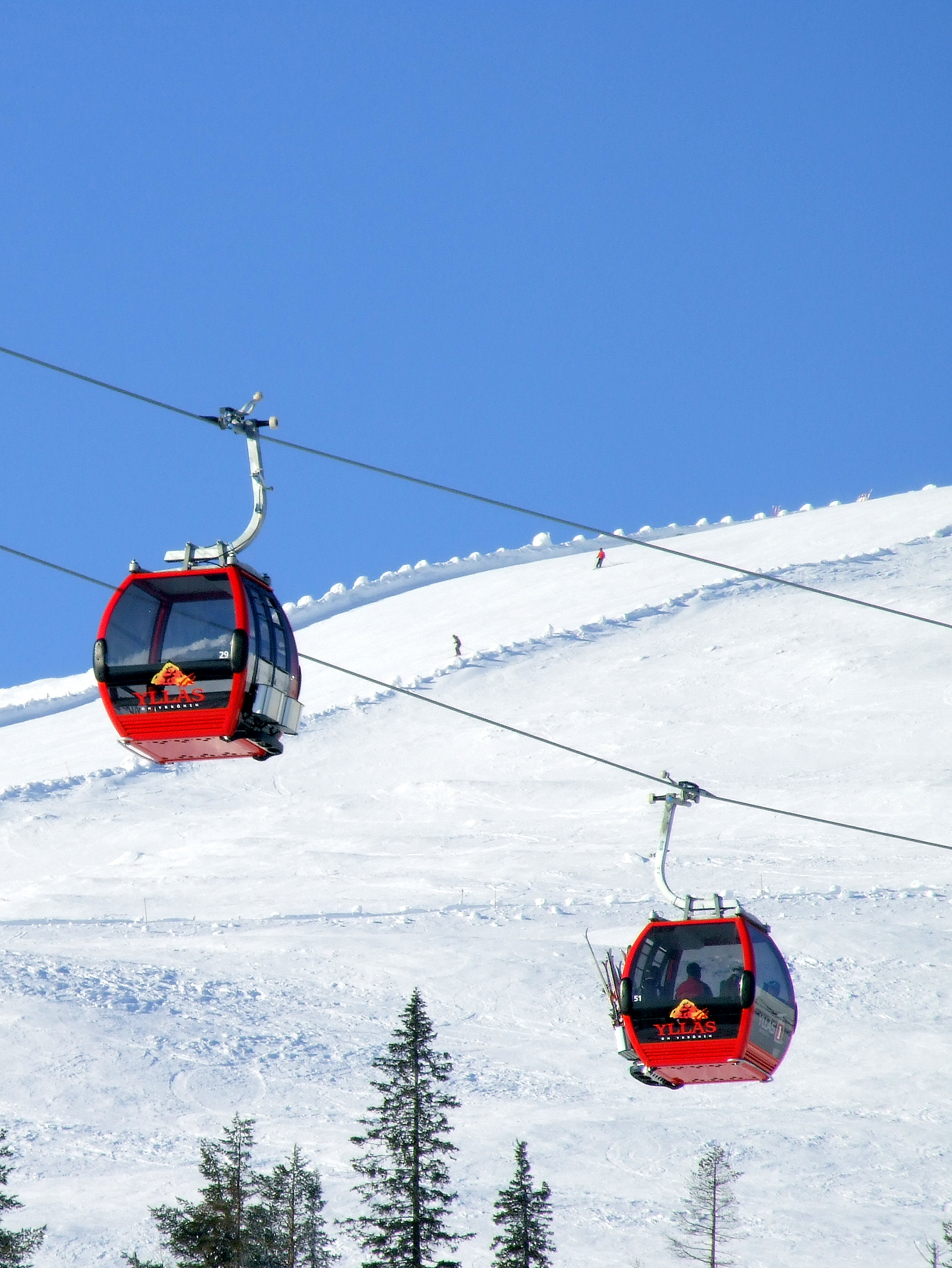
Gondelbahn am Yllästunturi

Seit 2008 gibt es an der großen Gondelbahn (mit 2 km Länge ist sie die längste Finnlands) eine Saunagondel, die bisher einzige ihrer Art weltweit. Diese Gondel gleicht von den Maßen her nicht den normalen Gondeln. Sie ist nicht aus Metall, sondern weist eine sichtbare Holzverkleidung auf und bietet bei einem 15-minütigen Sauna-Gang (so lang dauert es, bis die Gondel die zweimal 2 Kilometer Seil von der Bergstation zur Talstation und wieder zurück gefahren ist) vier Personen Platz. Sicherheitshalber werden sowohl wärmende Kleidung als auch ein Feuerlöscher mitgeführt.
Bevor die Saunagondel betriebsbereit ist, muss der Sauna-Ofen 30 Minuten mit Starkstrom beheizt werden. Die Saunagondel gehört zum Café Gondel an der Bergstation. Dort befinden sich eine weitere Sauna, Duschen und ein Kaminzimmer, die von den Gondel-Saunagängern mitgenutzt werden dürfen.
Während des Betriebs der Gondelbahn wird in der Bergstation ein Restaurantbetrieb im Bahnhof angeboten. Tische und Sessel dafür werden außerhalb der Betriebszeit in dem 1,70 m hohen Freiraum gelagert, der unter den garagierten Gondeln verbleibt. Laut Seilbahnerbauer Doppelmayr eine innovative Idee des Kunden.